# Хау, Джек
Джек Хау (англ. Jack Howe; 24 февраля 1911 — 3 декабря 2003) был архитектором и промышленным дизайнером, в качестве архитектора работал в Колледже Импингтона, а в качестве промышленного дизайнера в Chubb, компании, которая специализировалась на производстве банкоматов.

## Ранние годы
Джек родился 24 февраля 1911 года в Энфилде, Мидлсекс в семье мясника. Он учился в средней школе Энфилда, а также изучал архитектуру в политехническом Вестминстерское университете.

## Карьера архитектора
В самом начале своей карьеры Джек работал на Джозефа Эмбертона, а начиная с 1934 года — на Максвелла Фрая. У Фрая Джек работал в Колледже Импингтона и в Вестминстерское салоне электроники на Риджент-стрит. В 1937 году Вальтер Гропиус переезжает в США, Хау начинает полностью курировать проект строительства территории Колледжа Импингтона. В начале Второй мировой войны Хау работал с «Holland, Hannen & Cubitts» на королевском заводе боеприпасов в Рексем и Ранскилл, Великобритания. Затем в 1944 году он в качестве партнера присоединился к «Acron», где работал над дизайном модели сборного дома «Mark 4», позже 41 000 таких домов были построены. После окончания войны Хау организовал собственную практику, он проектировал здание начальной школы «Highbury Quadrant Primary School» и жилое здание «Windmill House». Хау также принадлежит ряд проектов зданий для Лондонского Окружного Совета. Он же работал над павильоном «Kodak» на Всемирной выставке в Брюсселе в 1958 году и британским павильоном Британской Торговой Ярмарки в Москве в 1961 году.

## Карьера промышленного дизайнера
Свой первый заказ на промышленный дизайн Хау получил в 1946 году от «Gent & Co Ltd.» и к 1951 году полностью перешел в эту область деятельности. Среди клиентов Хау была компания «Chubb», для которой он спроектировал модель банкомата «MD2». Дизайн «MD2» в 1969 году принес Джеку приз Герцога Эдинбургского за элегантный дизайн в электронной промышленности.